# فرانسیس جوزف استاین‌گس
فرانسیس جوزف استاین‌گس (به انگلیسی: Francis Joseph Steingass)‏ (۱۶ مارس ۱۸۲۵، فرانکفورت – ژانویهٔ ۱۹۰۳) زبان‌شناس بریتانیایی و خاورشناس یهودی آلمانی‌تبار بود. او دوران تحصیل خود را، از جمله دکتری، در مونیخ آلمان گذراند. بعد از اتمام تحصیل، در بیرمنگام «استاد زبان‌های نو» شد. هم‌چنین، او در «مؤسسهٔ شرقی» ووکینگ، استاد زبان‌های نو و مدرس مقیم زبان‌های عربی، ادبیات و حقوق بود. او ۱۴ زبان مختلف شامل عربی، فارسی و سانسکریت را می‌دانست. استین‌گس چندین فرهنگ‌نامهٔ فارسی-انگلیسی، عربی-انگلیسی، و انگلیسی-عربی منتشر کرد.

## فرهنگ فارسی–انگلیسی استاین‌گس
این فرهنگ در سال ۱۸۹۲ منتشر شد و مرجعی برای مطالعهٔ ادبیات کلاسیک فارسی شد. نام نگارندهٔ این فرهنگ به صورت‌های متفاوتی در منابع فارسی ضبط شده‌است، ازجمله: «اشتاینگس»، «اشتاین‌گاس» و «استینکاس».